# 水稲荷神社
水稲荷神社（みずいなりじんじゃ） は、東京都新宿区西早稲田に鎮座している神社。

## 概要
旧称「冨塚稲荷」と命名されたが、元禄15年（1702年）に霊水が湧き出し、現社名の「水稲荷神社」と改名された。眼病のほか水商売および消防の神様として有名である。
また甘泉園公園に隣接しており、境内にある「高田富士」（戸塚富士あるいは富塚富士とも）は早稲田大学拡張工事の際に、同大学の構内にあった江戸中最古の富士塚を移築したものである。普段は登拝できないが、7月の海の日とその前日に催される「高田富士まつり」の際に一般の登拝が可能となっている。

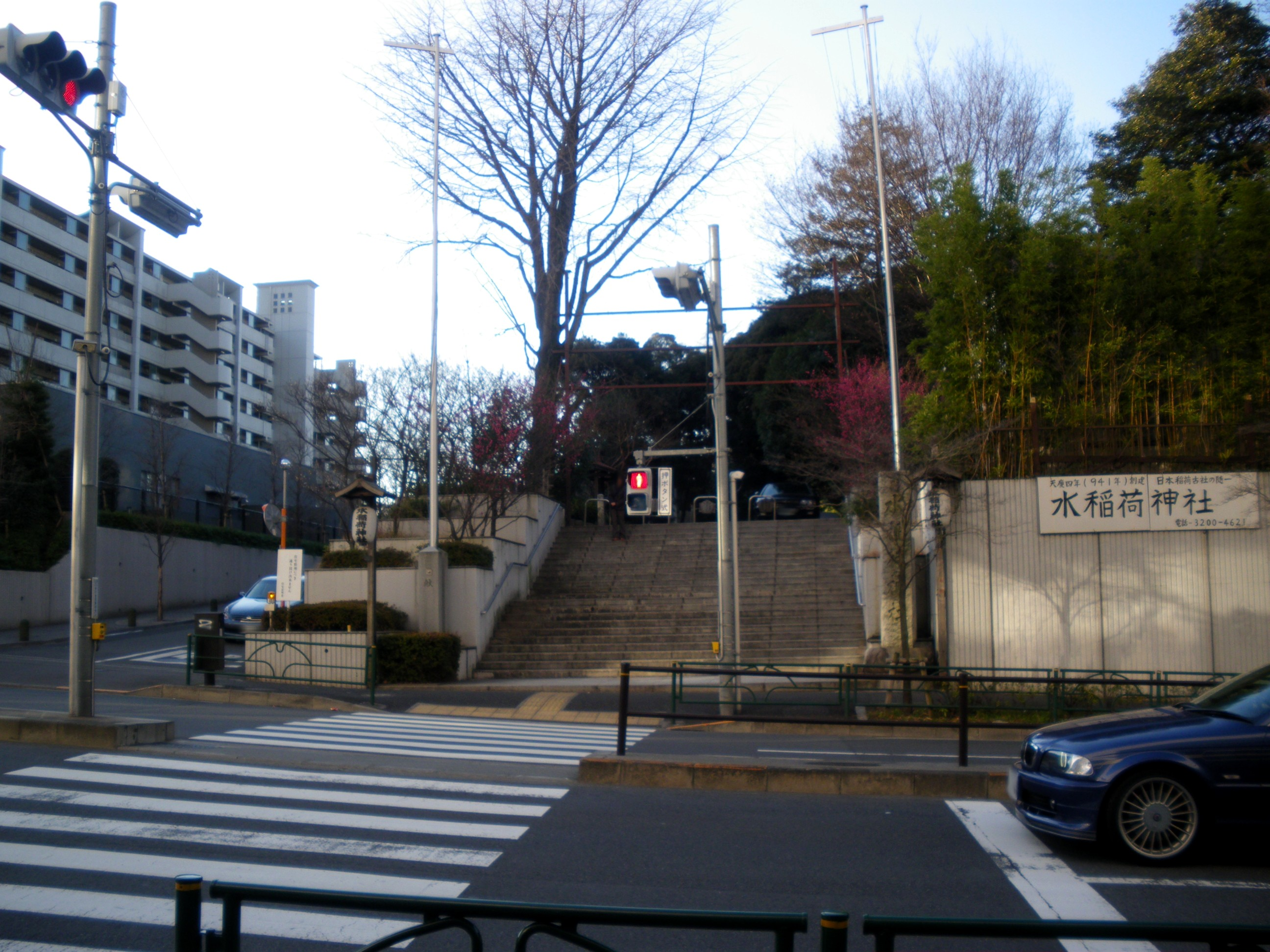
参道入口（東側）
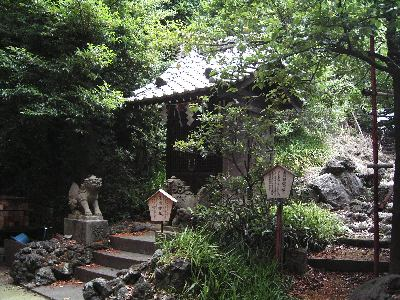
高田富士（富士塚）
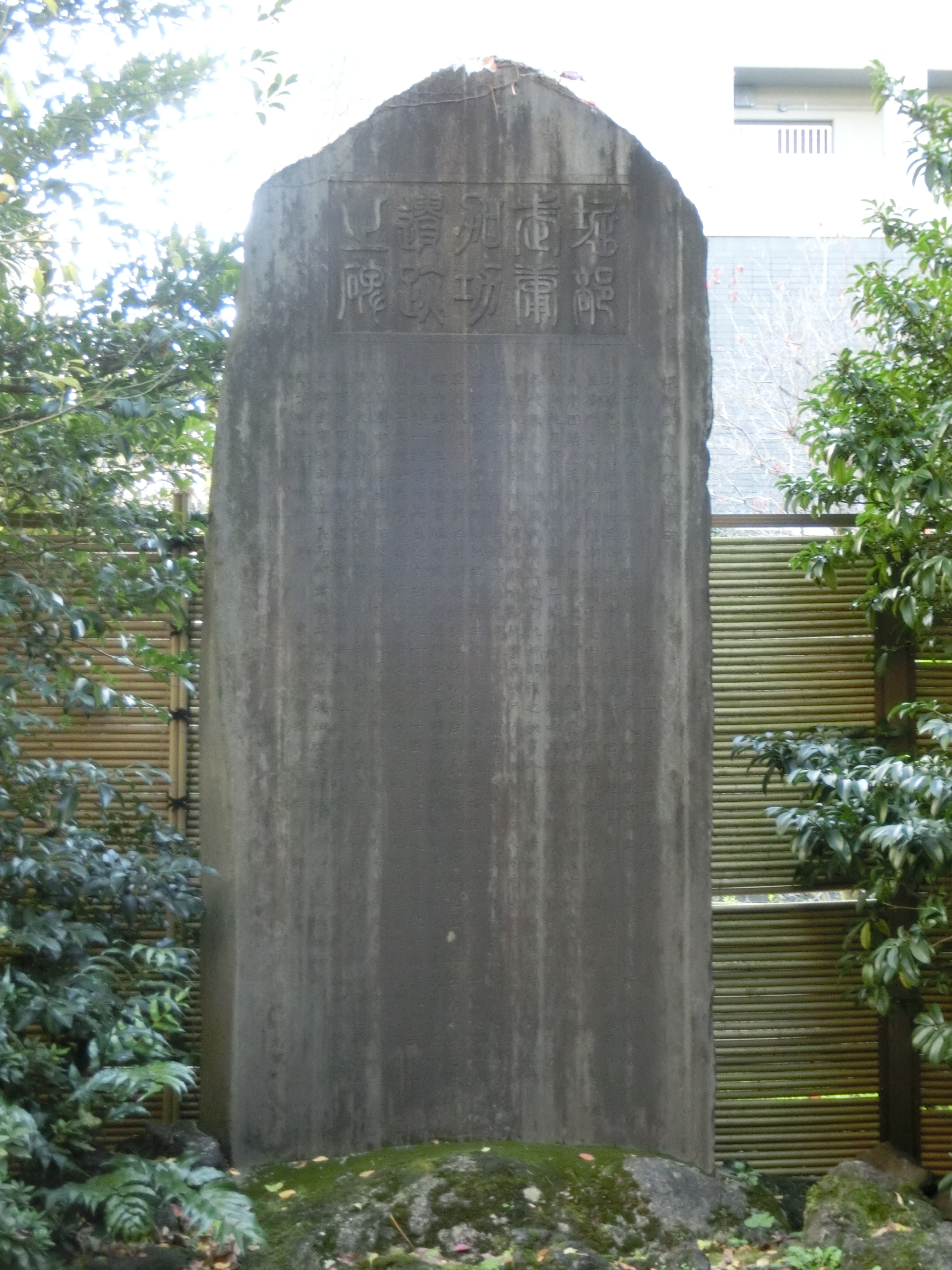
堀部武庸加功績跡碑

## 歴史
- 941年（天慶4年） - 藤原秀郷が冨塚の地に稲荷大神を勧請し「冨塚稲荷」と命名。
- 1702年（元禄15年） - 神木の椋の根元より霊水が湧きだし、眼病に利くとして評判となり、火難退散の神託が下ったことから、「水稲荷神社」と改名。
- 1788年（天明8年） - 「江戸の水稲荷」を名乗る翁が現れ、京都御所の大火に功績を認められ、「関東稲荷総領職」を賜る。
- 1963年（昭和38年） - 早稲田大学と土地交換を行い、甘泉園（清水徳川家の下屋敷）である現社地に遷座。

## 氏子地域
- 新宿区西早稲田一丁目（全域）、二丁目2（一部）～10･12、三丁目1～14
- 新宿区戸塚町一丁目（全域）

## 交通
- 都電荒川線面影橋停留場・早稲田停留場から各徒歩5分
- 東京メトロ副都心線西早稲田駅から徒歩11分
- 東京メトロ東西線早稲田駅から徒歩12分
- 山手線・西武新宿線・東京メトロ東西線高田馬場駅から都営バス学02・飯64・上69の各系統で西早稲田停留所下車、徒歩3分

## 関連文献
- 「下戸塚村 稲荷社」『新編武蔵風土記稿』 巻ノ11豊島郡ノ3、内務省地理局、1884年6月。NDLJP:763977/21。 - 「水稲荷と号す」